# Лейтон (Каліфорнія)
Лейтон (англ. Laton) — переписна місцевість (CDP) в США, в окрузі Фресно штату Каліфорнія. Населення — 1622 особи (2020).

## Географія
Лейтон розташований за координатами 36°26′2″ пн. ш. 119°41′30″ зх. д. / 36.43389° пн. ш. 119.69167° зх. д. (36.433757, -119.691601).  За даними Бюро перепису населення США в 2010 році переписна місцевість мала площу 5,02 км², уся площа — суходіл.

## Демографія
Згідно з переписом 2010 року, у переписній місцевості мешкали 1824 особи в 474 домогосподарствах у складі 403 родин. Густота населення становила 364 особи/км².  Було 493 помешкання (98/км²).
Расовий склад населення:
| - 54,9 % — білих - 0,7 % — корінних американців - 0,5 % — азіатів - 0,2 % — чорних або афроамериканців - 40,8 % — осіб інших рас |

До двох чи більше рас належало 2,9 %. Частка іспаномовних становила 76,4 % від усіх жителів.
За віковим діапазоном населення розподілялося таким чином: 32,0 % — особи молодші 18 років, 59,2 % — особи у віці 18—64 років, 8,8 % — особи у віці 65 років та старші. Медіана віку мешканця становила 29,4 року. На 100 осіб жіночої статі у переписній місцевості припадало 108,7 чоловіків;  на 100 жінок у віці від 18 років та старших — 107,7 чоловіків також старших 18 років.
Середній дохід на одне домашнє господарство  становив 44 652 долари США (медіана — 27 701), а середній дохід на одну сім'ю — 49 903 долари (медіана — 24 112). За межею бідності перебувало 49,1 % осіб, у тому числі 65,4 % дітей у віці до 18 років та 0,0 % осіб у віці 65 років та старших.
Цивільне працевлаштоване населення становило 524 особи. Основні галузі зайнятості: сільське господарство, лісництво, риболовля — 25,4 %, роздрібна торгівля — 19,8 %, науковці, спеціалісти, менеджери — 18,1 %.